# Bâtiment de la légation de Yougoslavie à Berlin
 (août 2022).
Le bâtiment de la légation de Yougoslavie à Berlin est construit de 1938 à 1940 pour accueillir la représentation diplomatique du royaume de Yougoslavie en Allemagne. Le bâtiment, conçu par Werner March, est situé aux numéros 17-18 de la Rauchstraße dans le quartier des ambassades du Tiergarten à Berlin. Il s'agit d'un bâtiment classé.

## Histoire
Auparavant s'y succédèrent deux bâtiments historiques. La Villa Kabrun tout d'abord, créée en 1865-67 par les architectes Ende & Böckmann pour le compte du fabricant et propriétaire du manoir August Kabrun (1807-1877) et de son épouse Flora Luise Henriette Nicolovius (1811-1879), une petite-nièce de Johann Wolfgang Goethe. Le petit-fils de Kabrun, Ulrich von Brockdorff-Rantzau, fut le premier ministre des Affaires étrangères de la république de Weimar. Les filles de Kabrun vendent la villa au marchand Martin Levy, qui y a vit jusqu'en 1911. Le futur banquier Arthur Salomonsohn, lié à Martin Levy par sa mère Ernestine Levy, y a également passé son enfance. Les héritiers, dont le professeur d'économie Hermann Levy, cèdent la propriété au chimiste et industriel Paul Mendelssohn Bartholdy en 1925, qui y fait construire la Villa Mendelssohn Bartholdy.
En 1938, la famille Mendelssohn Bartholdy, persécutée car juive, est expropriée par les autorités du Reich et doit fuir le pays. Un nouveau bâtiment pour l'ambassade royale yougoslave y est érigé car les plans de Speer pour la capitale mondiale Germania prévoient la démolition totale de l'ancienne l'ambassade au profit du nouveau quartier général du haut commandement de l'armée (OKH). Les services diplomatiques yougoslaves emménagent dans le bâtiment en octobre 1940, mais ne l'utilisent que pendant six mois. Lorsque la Wehrmacht attaque la Yougoslavie en avril 1941, l'État yougoslave est détruit et n'a plus de représentation diplomatique. Après une période d'utilisation par Alfred Rosenberg, ministre du Reich pour les Territoires de l'Est occupés, Werner March convertit le bâtiment en maison d'hôtes en 1942, destinée aux invités du régime nazi.
Après la fin de la Seconde Guerre mondiale en 1945, la république populaire de Yougoslavie utilise le bâtiment comme siège de sa mission militaire. En 1953, le Commandement allié y installe la Cour suprême des restitutions de Berlin (ORG). L'ORG était la dernière instance pour les poursuites en restitution d'avoirs à des personnes persécutées pour des raisons raciales et politiques. La famille Mendelssohn Bartholdy intente également une action en restitution de leurs biens, y compris la propriété de l'ORG, qui doit alors décider du propriétaire légitime de la maison qu'elle utilise, et autorise la procédure judiciaire. L'ORG est maintenue jusqu'à la fin du statut quadripartite après la réunification de 1990. Depuis 1999, le bâtiment est utilisé par la Société allemande de politique étrangère e.V. (DGAP).